# Carpodiptera ophiticola
Carpodiptera ophiticola é uma espécie de angiospérmica da família Tiliaceae.
Apenas pode ser encontrada no seguinte país: Cuba.
Está ameaçada por perda de habitat.